# Master universitario
Un master universitario è un titolo accademico rilasciato da un'università in seguito a uno specifico corso di studi da non confondere con la laurea magistrale.

## Descrizione
La laurea magistrale (master's degree nel sistema anglosassone), da non confondere con i master di primo e secondo livello Italiani, attesta particolari conoscenze o competenze in un determinato campo di studio o in un'attività professionale. Il livello di un master è variabile a seconda della legislazione dei vari Paesi, inoltre vari livelli possono coesistere all'interno di uno stesso Paese.
Il master universitario italiano di primo livello rientra nel secondo ciclo definito nella normativa del "processo di Bologna", il quale prevede tipicamente 90-120 crediti ECTS (minimo 60 ECTS per il livello di master).
Il master di I livello corrisponde al livello 7 del quadro europeo delle qualifiche (Laurea Magistrale, Diploma Accademico di II livello, Master universitario di I livello, Diploma Accademico di specializzazione I, Diploma di perfezionamento o master I), mentre il master di II livello corrisponde al livello 8 (Dottorato di ricerca, Diploma accademico di formazione alla ricerca, Diploma di specializzazione, Master universitario di II livello, Diploma Accademico di specializzazione II, Diploma di perfezionamento o master II).
Diversamente dalla laurea magistrale, il master di primo livello non permette l'accesso a corsi di terzo ciclo come il Dottorato di ricerca, in quanto il corso non ha ordinamento didattico nazionale e il titolo è rilasciato sotto la responsabilità autonoma del singolo istituto. Ai master di primo livello è possibile accedere dopo aver conseguito una laurea o, in alternativa, un titolo di studio equiparato e riconosciuto legalmente; i master di secondo livello, al contrario, sono riservati a coloro che sono in possesso di un titolo di laurea magistrale o laurea magistrale a ciclo unico.
La gradazione dei titoli è la seguente:
| Titoli propedeutici                  | Titoli italiani non propedeutici |
| ------------------------------------ | -------------------------------- |
| Dottorato di ricerca (PhD)           |                                  |
|                                      | Master di II livello             |
| Laurea magistrale (Master's degree)  |                                  |
|                                      | Master di I livello              |
| Laurea triennale (Bachelor's degree) |                                  |

### Master universitario in Italia
Il master universitario è rilasciato dalle università italiane al termine di «corsi di perfezionamento scientifico e di alta formazione permanente e ricorrente». Il master universitario di I livello è rilasciato al termine di corsi a cui si può accedere con la laurea (o titoli legalmente equipollenti, come i diplomi ISEF o equiparati come ad esempio i titoli accademici stranieri); quello universitario di II livello è rilasciato al termine di corsi a cui si viene ammessi se in possesso di laurea magistrale o equivalenti (ad esempio Diplomi AFAM equiparati a Lauree Magistrali).
Come già enunciato, nella maggioranza dei paesi anglofoni, con la denominazione di master si definisce un titolo accademico di secondo ciclo che corrisponde alla laurea magistrale/specialistica italiana. Questa situazione è fonte di fraintendimenti e dubbi che creano problemi sia alla scelta degli studi da parte degli studenti che vengono a studiare in Italia da altri paesi, che alla valutazione - da parte delle autorità di tali paesi - dei titoli accademici conseguiti in Italia, che alla definizione inequivoca della corrispondenza fra titoli nazionali in relazione al rilascio di titoli congiunti. Di questa problematica ha discusso il CUN - Consiglio universitario nazionale nell'adunanza del 22 giugno 2010. Dall'adunanza è scaturita una mozione che il CUN ha spedito il 23 giugno 2010 al Ministero dell'istruzione, dell'università e della ricerca (MIUR) ponendo la questione di trovare una nuova denominazione ai master di primo e di secondo livello. Alla luce della similarità in numero di crediti universitari (circa 60 ECTS) tra master di secondo livello italiani e post graduate certificates (PgCert) nel Regno Unito, ai fini di una più equa armonizzazione la dicitura "certificati post laurea" (dalla traduzione di post graduate certificates) potrebbe costituire una possibile alternativa onde evitare ulteriore confusione in ambito di conversione/riconoscimento di titoli accademici tra diversi stati. 
Il costo di un master in Italia è simile a quello di un Master's degree europeo (9000 euro in media nel Regno Unito, molto meno in altri paesi come Francia, Paesi Bassi o Belgio) che, corrispondente ad una laurea magistrale in Europa, ritarda ulteriormente l'età dei partecipanti rispetto a quella degli studenti europei.
Il master universitario può avere un preciso riconoscimento legale del titolo ma, pur beneficiando di un'ampia pubblicizzazione informativa da parte degli organizzatori, il conseguimento dello stesso non comporta un automatico riconoscimento nell'ambito delle aziende private. Talora, tuttavia, l'istituto di formazione ha contatti con una serie di aziende che partecipano al finanziamento del master, presso le quali gli studenti svolgono un periodo di tirocinio teso ad una successiva eventuale assunzione.
I corsi finalizzati al rilascio del master universitario durano almeno un anno accademico e prevedono la maturazione di almeno 60 crediti formativi universitari. Per quanto riguarda la durata ci sono interpretazioni particolari: alcuni atenei hanno attivato corsi di master della durata superiore a un anno ma non biennali (per esempio 14 mesi) mentre gli altri corsi (corsi di laurea, di laurea magistrale, di specializzazione e di dottorato di ricerca) devono essere necessariamente organizzati per anni accademici. I corsi di master universitario sono promossi da università, in molti casi in collaborazione con strutture di formazione esterne e aziende, e si tengono non direttamente presso le facoltà ma più spesso presso dipartimenti, istituti, scuole apposite o altri centri.
Non si tratta di strutture permanenti e, pertanto, i relativi corsi non vengono necessariamente riattivati ad ogni anno accademico. Il Consiglio universitario nazionale italiano in una sua mozione del 22 giugno 2010 ha proposto di denominarli «Corsi universitari di alta formazione scientifica e/o professionale», in modo da evitare confusione con i Master's degree di altri paesi.

### Master pubblici italiani non universitari
Il master universitario non è da confondersi coi numerosi master esistenti nel settore pubblico. In questi corsi il termine master identifica non il titolo rilasciato (essi peraltro non rilasciano alcun titolo di studio, essendo in Italia i titoli di studio aventi valore legale protetti e, quindi, rilasciabili esclusivamente da istituzioni pubbliche o all'uopo autorizzate), ma il corso stesso.
Essendo il termine già in uso precedentemente all'entrata in vigore della riforma universitaria, permane, nel linguaggio comune e nella stessa terminologia adottata nel materiale informativo delle università, l'utilizzo del termine "master" per indicare i corsi e non solo i titoli rilasciati al termine dei corsi stessi. Stenta inoltre ad affermarsi la percezione del master universitario come titolo di studio, tant'è che non esiste ancora una regolamentazione omogenea sulla sua valutazione nei pubblici concorsi. La dicitura master in discorso vale anche per i corsi del settore privato offerti con tale denominazione.

### Master italiani non universitari
Il termine master in Italia è molto utilizzato da molti soggetti privati che promuovono corsi post-laurea o post-diploma. In tali casi, il termine fa riferimento non al titolo rilasciato, ma al corso stesso (come invece avviene per i corsi di alta formazione permanente e ricorrente tenuti presso le università: il master è il titolo che alcuni di essi rilasciano). Molte aziende propongono dei master "interni" cioè finanziati e promossi dalle aziende stesse. Alcuni di essi sono molto onerosi, altri finanziati, altri addirittura prevedono dei rimborsi spese per chi vi partecipa.

### Master non italiani
Nei paesi in cui la struttura universitaria si basa sul modello anglosassone, ma anche in Francia, il Master's degree costituisce il titolo accademico di secondo grado (corrispondente alla laurea magistrale italiana, generando confusione a livello di terminologia). Quelli che in italiano vengono denominati master universitari, invece, si suddividono in 1st Level Master degree (Master universitario di 1º livello), i quali corrispondono al livello 7 europeo, ossia lo stesso della laurea magistrale all'estero, e 2nd Level Master degree (Master universitario di 2º livello), i quali corrispondono al livello 8 europeo. In Inghilterra il Master's degree può durare da uno a tre anni, a seconda dei crediti formativi rilasciati. La normale durata di corso si attesta intorno ai 18 mesi, e termina con il conseguimento di 180 “credits” - corrispondenti a 90 Crediti Formativi Universitari. Come per la Laurea Magistrale (120 CFU), anche questi corsi permettono l’accesso alla formazione terziaria (Dottorati di Ricerca, Master di II Livello, etc).
Nel Canton Ticino, in Svizzera, il master è il secondo grado accademico, ma l'Università della Svizzera italiana organizza anche programmi di executive master, di tipo professionalizzante e di durata annuale, che non rilasciano titolo di studio ma solo 60 crediti ECTS. Solitamente questi corsi sono concepiti per studenti già inseriti, almeno parzialmente, nel mondo del lavoro, e pertanto si svolgono in maniera intensiva nei fine settimana, a tempo parziale, oppure a distanza mediante piattaforme di apprendimento online.